# Stofe Buhuși
Stofe Buhuși este o companie producătoare de textile din România, cu sediul în Buhuși, înființată în anul 1885 de Eugen Alcaz. După 1948 s-a dezvoltat rapid, devenind una din cele mai mari fabrici de țesături în Europa de Est. Profilul de activitate constă în producția de îmbrăcăminte și stofe neprelucrate.

## Istoric
A fost înființată în anul 1885 de Eugen Alcaz prin cumpărarea utiliajelor și instalațiilor unei fabrici create de Mihail Kogălniceanu în 1853 la Petricani, lângă Târgu Neamț. În 1891 fabrica a fost preluată de „Wolf & Co” care a transformat-o în 1895 în societate anonimă pe acțiuni.
La începutul secolului XX fabrica era principalul furnizor din țară de stofe, pături și căptușeală pentru armată. În 1948 fabrica a fost naționalizată. 
De-a lungul anilor sortimentul de produse s-a îmbogățit și s-a diversificat într-o paletă de țesături pieptănate și cardate pentru îmbrăcăminte destinată atât femeilor cât și bărbaților. În afară de stofe, pentru confecții, fabrica mai produce și pături, fire pieptănate și cardate, lână spălată. A funcționat astfel până în anul 1948.
A fost înzestrată chiar de la început cu mașini moderne pentru acea vreme, fapt ce i-a atras meritul de a fi prima întreprindere sistematică de fabricare a postavurilor din vechiul regat. Producând în special postav pentru armată, deținea în anul 1895 un număr de 99 războaie și 350 lucratori, ajungând în anul 1917 să lucreze cu 1500 salariați. În timpul crizei economice din 1929-1933 industria textilă a Buhușului a înregistrat o scădere a activității, atingând limita cea mai joasă a curbei în anul 1931.
În preajma celui de Al Doilea Război Mondial, societatea Buhuși a ajuns să controleze 4/5 din întreaga producție de postav a țării, ca urmare a deținerii supremației monopolului industriei textile.
Prin actual naționalizării, a fost înlăturată pentru totdeauna, dupa 63 de ani, exploatarea muncitorilor de către capitalul societar în fabrica de postav Buhuși. Moștenirea primită a fost destul de grea: aproape o treime din utilaje erau nefolosite, utilajele și instalațiile erau uzate în proporție de 65%, piesele de schimb, aproape în totalitatea lor, trebuiau să fie importate.
Înainte de 1990, fabrica avea 10.000 de muncitori.
În anul 2000, numărul acestora a ajuns la aproximativ 6-700.
În anul 2000, compania a fost privatizată, pachetul majoritar de 51% din acțiuni fiind preluat de Asociația Salariaților Societății (PAS).
Număr de angajați:
- 2010: 80[4]
- 2009: 120[5]

Cifra de afaceri:
- 2010: 3,1 milioane lei (în primele nouă luni)[6]
- 2007: 5,3 milioane lei[7]